# Chalcophaps stephani
La tortora di Stephan o tortora smeraldo di Stephan  (Chalcophaps stephani Pucheran, 1853) è un uccello della famiglia dei Columbidi.

## Descrizione
La tortora di Stephan è lunga 24–25 cm e pesa 118-126 g. Molto simile alla tortora smeraldina ha rispetto a questa specie dimensioni inferiori. La colorazione generale è marrone con le remiganti e le timoniere più scure e le zone inferiori più chiare. La parte superiore e anteriore del capo è bianco candido nel maschio e grigia nella femmina. Il collo del maschio ha una leggera iridescenza bluastra. Le ali hanno una marcata iridescenza verde tendente al bronzo. L'iride è marrone scuro, il becco arancione o rosso, le zampe rosso scuro.

## Biologia
Trascorre gran parte del tempo sul terreno su cui cerca frutta caduta, semi e insetti, si nutre inoltre delle feci contenenti residui di frutti degli storni metallici che raccoglie sul terreno. Il nido, costruito vicino al terreno o a pochi metri di altezza, è formato da ramoscelli, foglie e altro materiale vegetale. Depone due uova color crema o giallastre. Compie spostamenti stagionali in base alle risorse alimentari.

## Distribuzione e habitat
Presente nella Papua Nuova Guinea, arcipelago di Bismarck, Sulawesi e isole circostanti. Vive nelle foreste umide sempreverdi, foreste secche di ricrescita secondaria in prossimità della costa, bordi delle foreste e foreste di ricrescita secondaria fino a 1200 metri.

## Tassonomia
Comprende le seguenti sottospecie:
- C. s. wallacei Brüggemann, 1877 - Sulawesi e isole Sula;
- C. s. stephani Pucheran, 1853 - isole Kai, isole Aru e Papua occidentali, Nuova Guinea e arcipelaghi di Bismarck e di D'Entrecasteaux;
- C. s. mortoni E. P. Ramsay, 1882 - Bougainville e isole Salomone.